# Silvia Bosurgi
Silvia Bosurgi (Messina, 17 aprile 1979) è un'ex pallanuotista italiana, che ha vinto la medaglia d'oro ai giochi olimpici di Atene 2004.

## Biografia
Ha iniziato la carriera nell'Associazione Pallanuoto Messina di Alberto De Francesco. Nel 1996 si trasferisce all'Orizzonte Catania, con cui ha vinto tutto in Italia (quattordici scudetti) e in Europa (sette Coppe dei Campioni ed una Supercoppa europea).
Pierluigi Formiconi l'ha fatta esordire nel setterosa nel 1999. Nello stesso anno ha preso parte al primo dei suoi cinque europei, a Prato, dove la nazionale ha conquistato l'oro. In seguito, ha ottenuto un argento a Budapest 2001, un altro oro a Lubiana 2003, nuovamente argento a Belgrado 2006 e il quarto posto a Malaga nel 2008. Ha partecipato anche a cinque edizioni dei campionati mondiali, da Fukuoka 2001, a Roma 2009; ha ottenuto il bronzo alla World league di Long Beach 2004 e l'argento a Cosenza 2006; infine, ha fatto parte delle spedizioni per la Coppa del Mondo di Perth nel 2002 e di Tianjin nel 2006. La vittoria più prestigiosa è quella delle Olimpiadi di Atene 2004, in finale contro la Grecia.
Nel 2008 il sindaco della sua città natale, Francantonio Genovese, l'ha inclusa nella giunta municipale con delega allo sport. Nel 2013 ha allenato la Polisportiva Messina e nel 2017 la Waterpolo Messina in Serie B, mentre dal 2020 è presidente della SSD Unime Messina.

## Palmarès

### Club
- Campionato italiano: 14

Orizzonte Catania: 1996-97, 1997-98, 1998-99, 1999-00, 2000-01, 2001-02, 2002-03, 2003-04, 2004-05, 2005-06, 2007-08, 2008-09, 2009-10, 2010-11
- LEN Champions Cup: 7

Orizzonte Catania: 1997-98, 2000-01, 2001-02, 2003-04, 2004-05, 2005-06, 2007-08
- Supercoppa LEN: 1

Orizzonte Catania: 2008

### Nazionale
- Olimpiadi

Atene 2004: 
- Mondiali

Fukuoka 2001: 
Barcellona 2003: 
- Coppa del Mondo

Tianjin 2006: 
- World League

Long Beach 2004: 
Cosenza 2006: 
- Europei

Prato 1999: 
Budapest 2001: 
Lubiana 2003: 
Belgrado 2006: 